# Stefan I (biskup lubuski)
Stefan I (zm. 4 kwietnia 1156?) – drugi po Bernardzie biskup lubuski. 
Zachowały się dwie lub trzy wzmianki źródłowe dotyczące tego ordynariusza:
- 22 czerwca 1149 jest wymieniony w testacji dokumentu wystawionego przez księcia Bolesława Kędzierzawego we Wrocławiu w związku z nadaniem dóbr kościołowi św. Wincentego,
- w Nekrologu Premonstratensów we Wrocławiu zapisano jego zgon pod datą dzienną 4 kwietnia, jednak bez podania roku.

Być może do niego odnosi się też wpis w Roczniku kapitulnym krakowskim rejestrujący pod rokiem 1156 śmierć biskupa o imieniu Stefan bez podania jego diecezji.
Dla określenia politycznej roli Stefana I biskupa lubuskiego istotna jest pierwsza wzmianka źródłowa. Na dokumencie wystawionym przez księcia Bolesława Kędzierzawego wymieniony jest obok komesa Jaksy, prawdopodobnego inicjatora działań zmierzających do obrony polskich interesów w księstwie Sprewian. Zatem, spotkanie we Wrocławiu mogło być poświęcone uzgodnieniu współdziałania polskich czynników politycznych i kościelnych na tym obszarze oraz wyznaczeniu biskupstwu lubuskiemu jakiejś roli w jego chrystianizacji.